# Джонс, Та’Ронда
Та’Ронда Джонс (англ. Ta'Rhonda Jones) — американская актриса и рэпер, известная благодаря роли Порши Тейлор в прайм-тайм мыльной опере Fox «Империя».
Джонс работала медсестрой в доме для престарелых, прежде чем получить роль в сериале. Когда продюсеры искали местных женщин-рэпперов, Джонс изначально пробовалась на роль Тианы, которая в итоге отошла к Серайе Макнил. После, однако, она получила предложение прийти на пробы на роль Порши, помощницы Куки Лайон (Тараджи П. Хенсон). Не имея никакого актёрского опыта, Джонс несколько дней спустя была утверждена на роль. Характер персонажа задумывался как просто фоновый, но после дебюта Джонс во втором эпизоде первого сезона, продюсеры решили расширить её роль. Роль принесла ей похвалу в прессе, где её называли «Похитителем сцен», а сама Джонс была спародирована в шоу Saturday Night Live. После успеха с ролью, Джонс также была приглашенной звездой в эпизоде процессуального сериала NBC «Полиция Чикаго». Благодаря популярности Порши, Джонс была повышена до основного состава начиная со второго сезона.